# Неотрад
Не́отра́д (фр. néo-trad) — музыкальный жанр из Квебека, возникший в XXI веке, считается поджанром народной музыки Квебека.
Термин сочетает в себе греческий префикс «нео», означающий — новый, и сокращение слова «традиционнелле», как в традиционной музыке.
В основном представляет собой модернизированную фольклорную музыку Квебека, обычно с роком и или электроникой.

## Музыканты
Известные музыканты в жанре «нео-трады»:
- Mes Aïeux.
- Les Cowboys Fringants.
- Mara Tremblay.